# Antonio Roldán Reyes
Antonio Roldán Reyes (Charalá, 1833 - 12 de octubre de 1902) fue un político colombiano.

## Biografía
Fue Presidente del Estado Soberano de Santander, de enero a mayo de 1886, y Gobernador del Departamento de Santander en dos mandatos: de noviembre de 1887 a febrero de 1888 y de febrero a junio de 1896.
Firmó la Constitución política de Colombia de 1886 como Secretario de Hacienda del gobierno de José María Campo Serrano; fue Secretario y Ministro de Hacienda también en el gobierno de Eliseo Payán y en el primer y tercer gobierno de Rafael Núñez.
Fue Secretario de Guerra de los Estados Unidos de Colombia encargado en 1880, durante el primer gobierno de Rafael Núñez, y Ministro de Guerra de la República de Colombia encargado en 1886, durante el segundo gobierno de Rafael Núñez, y en 1891, durante el gobierno de Carlos Holguín Mallarino.
Fue designado Secretario de Relaciones Exteriores de los Estados Unidos de Colombia en 1883, durante el gobierno de José Eusebio Otálora, y luego regresó como Ministro de Relaciones Exteriores de la República de Colombia entre 1889 y 1891, en el gobierno de Carlos Holguín Mallarino.En esta misma administración también se desempeñó como Ministro de Gobierno (1891) y su último encargo ministerial fue de nuevo como Ministro de Gobierno (1896-1898), durante el gobierno de Miguel Antonio Caro; en esta misma también ocupó brevemente de manera interina el cargo de Ministro del Tesoro (1897).